# 卡尔特莱格
卡尔特莱格（法語：Cartelègue，法語發音：[kaʁtəlɛɡ]）是法国吉伦特省的一个市镇，属于布莱区。

## 地理
卡尔特莱格（45°11'6"N, 0°34'49"W）面积11.45 平方千米，位于法国新阿基坦大区吉倫特省，该省份为法国西南部沿海省份，是法國本土面积最大的省，北起滨海夏朗德省，西临大西洋，南至朗德省，东南接洛特-加龍省，东临多爾多涅省。
与卡尔特莱格接壤的市镇（或旧市镇、城区）包括：埃托利耶、康皮尼昂、马济永、雷尼亚克、圣保罗。
卡尔特莱格的时区为UTC+01:00、UTC+02:00（夏令时）。

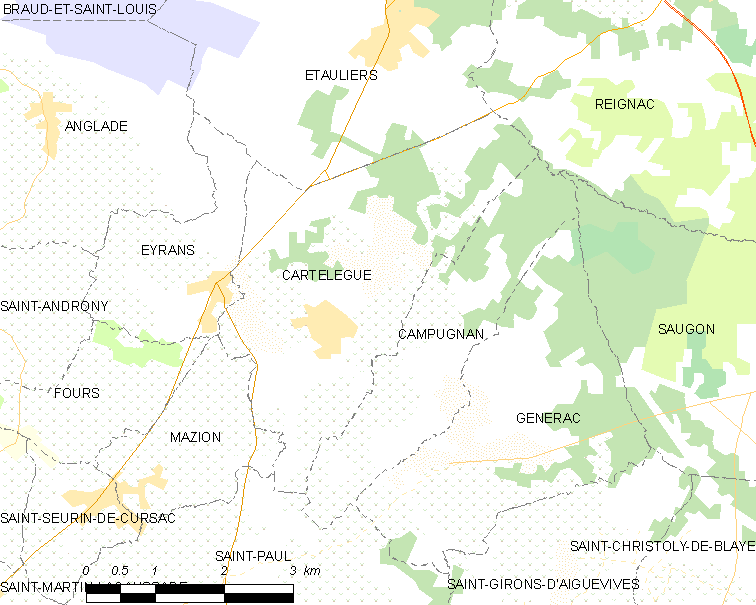
卡尔特莱格的OSM定位图

## 行政
卡尔特莱格的邮政编码为33390，INSEE市镇编码为33101。

## 政治
卡尔特莱格所属的省级选区为河口县。

## 人口

1962-2008年间卡尔特莱格人口变化图示

卡尔特莱格于2022年1月1日时的人口数量为1297人。